# Pete Wentz
Peter Lewis Kingston Wentz III (Wilmette, 5 de Junho de 1979) é o baixista e um dos compositores da banda norte-americana Fall Out Boy.

## Biografia

### No início
Pete Wentz foi batizado de Peter Lewis Kingston Wentz III, em Wilmette, Illinois, um subúrbio de Chicago, Illinois. Ele estudou na New Trier High School e North Shore Country Day School, onde era um conhecido jogador de futebol. Após se formar no colégio, em 2007, ele entrou na DePaul University, onde estudou ciência política, sendo que perdeu um semestre inteiro para se dedicar somente à música.

### Revelações
Wentz revelou em uma entrevista à Rolling Stone que sua memória musical mais antiga foi de estar escutando a canção de The Foundations, "Build Me Up Buttercup", na parte de trás do carro de seu pai.
Criou a Clandestine industries, uma grife de roupa e livros. Recentemente escreveu dois livros chamados: "The Boy With A Thorn In His Side", contando os pesadelos que tinha quando era criança.

### Vida pessoal
Wentz era casado desde 17 de Maio de 2008 com a cantora e atriz Ashlee Simpson e tem um filho chamado Bronx Mowgli, que nasceu no dia 20 de Novembro de 2008, mas se separou dela em Fevereiro de 2011, por conta de desentendimentos pessoais entre ele e a cantora. Atualmente, encontra-se em um relacionamento com Meagan Camper, com a qual tem um filho chamado Saint, nascido em 2014, e uma filha chamada Marvel.

### Atualmente
Com a volta do Fall Out Boy, Pete e os integrantes de FOB lançaram os álbuns "Save Rock and Roll", "American Beauty/American Psycho", "Make America Psycho Again" e recentemente viajam em turnês com o novo álbum "MANIA".

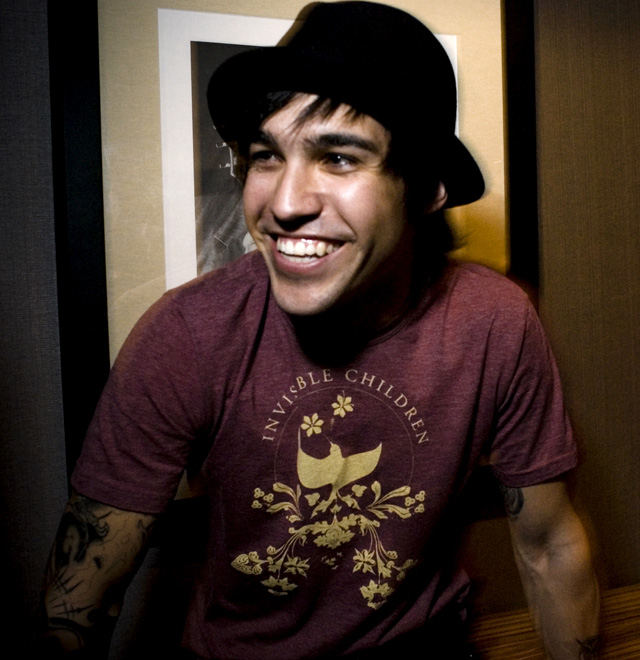
Wentz em 2007.

### Ativismo e Filantropia
Wentz é um defensor da Invisible Children, Inc., uma organização dedicada a ajudar a causa dos refugiados deslocados no Uganda. Ele e Fall Out Boy viajou para lá, e filmou o videoclipe para a canção "I'm Like a Lawyer... (Me & You)" que contou uma história de amor entre crianças-soldados. Ele explicou que quando ele descobriu a luta das crianças em Uganda, "Me senti triste e eu percebi que eu não me sentia triste por algo fora de mim ou um dos meus amigos há muito tempo." Antes da viagem, ele participou de um evento organizado pela Invisible Children chamados "Displace Me", em que 67 000 ativistas em todo os Estados Unidos dormiram nas ruas em aldeias de papelão improvisadas, na esperança de aumentar a conscientização sobre as pessoas deslocadas pelo governo de Uganda. Wentz disse da experiência: "Eu sinto que não chegamos nem perto do que eles sentem, mas foi uma tentativa de empatia. Por isso temos os tiros [necessárias para viajar para] a África, e nós estamos indo para a Uganda, em Julho. Estou bastante animado, mas também um pouco nervoso. Eu sinto que eu realmente não vou entendê-los até eu ir lá, e eu acho que não há nenhuma outra chance para eu fazer isso."
Wentz também foi um crítico da Proposition 8 da Califórnia, e participou de muitos comícios da anti-suporte 8. Ele acredita que os eleitores foram "enganados em" votar para a proposition. Em um comunicado, ele disse: "Muitas pessoas foram intimidados sobre esta questão devido às comunicações enganosas assustadores sobre o outro lado. Eu acredito que este é, e sempre foi, uma questão de direitos civis. Não devemos permitir uma desigualdade como esta na América. " Ele também foi vocal em seu apoio de Barack Obama na eleição presidencial de 2008, projetando um camisa que promove a campanha de Obama através de sua linha de roupas, Clandestine Industries.
Junto com Mary J. Blige e Billy Corgan, Wentz é um porta-voz para The Jed Foundation's Half of Us campaign, um programa destinado a reduzir a taxa de suicídio entre adolescentes,
Wentz é um vegetariano, e apareceu na cédula de terceiros prémios anuais "vegetariano mais sexy" do peta2.

## Série
- 2008: Californication
- 2009: CSI: NY - Chester Bryon
- 2006: One Tree Hill - Ele mesmo
- 2011: Friends with Benefits (série de televisão) - Joe
- 2016: School Of Rock